# Batos II Eudamó
Batos II (en llatí Battus, en grec antic Βάττος) anomenat Eudamó (Εὖδαίμων "el pròsper" o "el feliç") fou fill d'Arcesilau I, i el tercer rei de la dinastia batiada a la Cirenaica i a Cirene. Va regnar uns vint anys, potser des del 574 aC fins al 554 aC.
Durant el seu regnat la potència de Cirene va augmentar mercès a l'arribada de molts colons principalment del Peloponès i Creta als que es van donar terres. Segons Heròdot, un oracle de la Pítia a Delfos va instar als grecs de totes les regions a fer-se a la mar per a conviure amb els habitants de la Cirenaica, i els va prometre el repartiment de terres. Amb els nou vinguts es va poder sotmetre més territoris dels libis i a la tribu dirigida pel rei Adicran, que es va posar sota protecció d'Apries, el faraó d'Egipte. Després d'una batalla a la regió d'Irasa cap a l'any 570 aC, en què els grecs van derrotar els egipcis, devia prendre el sobrenom de "feliç". Sembla que després es va acordar la pau amb Egipte i el faraó Amosis II es va casar amb la princesa Laodice de Cirene, segurament filla de Batos II. La sobirania sobre els libis va quedar garantida i es van fundar noves colònies.
Va morir en una data incerta, propera al 554 aC i el va succeir el seu fill Arcesilau II el cruel.